# Список людей на поштових марках України
Список людей на поштових марках України — перелік поштових марок, які були введені в обіг Укрпоштою, починаючи з 1992 року. Особи в списку вказані згідно порядкових номерів знаків поштової оплати України за каталогом Укрпошти. Грошовий еквівалент (номінал) відповідає певному періоду і відрізняється за станом: до та після проведення грошової реформи (в купонокарбованцях або гривні), крім того деякі марки мають літерний індекс замість номіналу. Літерний індекс відповідає заздалегідь вказаному Укрпоштою тарифу на пересилання кореспонденції, а також еквівалентний певній сумі в гривнях або доларах США, вартість для продажу останніх розраховується за курсом НБУ. Переважна більшість марок була надрукована державним підприємством «Поліграфічний комбінат „Україна“» (Київ). Крім номера марки за каталогом Укрпошти, її зображення та номіналу в списку надано короткий опис, дата випуску, тираж та дизайнер. Для зручності пошуку в таблиці нижче, щоб перейти до перегляду марок певного року потрібно одноразово натиснути на вікіфікованє посилання з цифрою відповідного календарного року.
| 1992 • 1993 • 1994 • 1995 • 1996 • 1997 • 1998 • 1999 • 2000 • 2001 • 2002 • 2003 • 2004 • 2005 • 2006 • 2007 • 2008 • 2009 • 2010 • 2011 • 2012 • 2013 • 2014 • 2015 • 2016 • 2017 • 2018 • 2019 |

| № у каталозі                                                                 | Зображення | Опис та джерело | Номінал                    | Дата введення в обіг   | Тираж     | Дизайн                                     |
| 1992                                                                         | 1992       | 1992 | 1992                       | 1992                   | 1992      | 1992                                       |
| ---------------------------------------------------------------------------- | ---------- | --- | -------------------------- | ---------------------- | --------- | ------------------------------------------ |
| № 13                                                                         |            | Видатні українські композитори. 150 років від дня народження основоположника української класичної музики Миколи Віталійовича Лисенка (1842—1912) | 1,00 крб.                  | 22 березня 1992 року   | 3 000 000 | Л. І. Корень                               |
| № 14                                                                         |            | 175 років від дня народження видатного українського історика, публіциста і письменника Миколи Івановича Костомарова (1817—1885) | 0,20 крб.                  | 16 травня 1992 року    | 2 500 000 | Б. С. Ілюхін                               |
| 1993                                                                         |            | |                            |                        |           |                                            |
| № 37                                                                         |            | Патріарх Кардинал Йосиф Сліпий (1892—1984) - Йосип Сліпий, єпископ Української Греко-Католицької Церкви, кардинал Римо-Католицької Церкви | 15,00 крб.                 | 17 лютого 1993 року    | 200 000   | А. Бечкер, Р. І. Зарицький                 |
| 1994                                                                         |            | |                            |                        |           |                                            |
| № 51                                                                         |            | Агапіт Печерський — давньоруський лікар - Агапій Печерський, чернець Києво-Печерського монастиря | 200 крб.                   | 15 січня 1994 року     | 1 000 000 | С. Бєляєв                                  |
| № 72                                                                         |            | 150-річчя з дня народження видатного художника Іллі Юхимовича Рєпіна (1844—1930) | 4000 крб.                  | 17 грудня 1994 року    | 1 000 000 | Олександр Івахненко                        |
| 1995                                                                         |            | |                            |                        |           |                                            |
| № 74                                                                         |            | Світочі української літератури: Іван Петрович Котляревський | 1000 крб.                  | 8 липня 1995 року      | 500 000   | Р. П. Цессін                               |
| № 75                                                                         |            | Світочі української літератури: Тарас Григорович Шевченко | 3000 крб.                  | 8 липня 1995 року      | 1 000 000 | Р. П. Цессін                               |
| № 76                                                                         |            | Світочі української літератури: Іван Якович Франко | 3000 крб.                  | 2 лютого 1995 року     | 500 000   | Р. П. Цессін                               |
| № 77                                                                         |            | Світочі української літератури: Леся Українка | 3000 крб.                  | 2 лютого 1995 року     | 500 000   | Р. П. Цессін                               |
| № 78                                                                         |            | 150 років від дня народження видатного українського вченого і громадського діяча Івана Павловича Пулюя (1845—1918) | 3000 крб.                  | 2 лютого 1995 року     | 300 000   | Р. П. Цессін                               |
| № 81                                                                         |            | 100 років від дня народження видатного українського письменника і громадського діяча Максима Тадейовича Рильського (1895—1964) | 50 000 крб.                | 15 квітня 1995 року    | 1 000 000 | Олексій Штанко                             |
| № 84                                                                         |            | Серія «Гетьмани України»: Петро Конашевич-Сагайдачний | 30 000 крб.                | 22 липня 1995 року     | 1 000 000 | Юрій Логвин                                |
| № 85                                                                         |            | Серія «Гетьмани України»: Іван Мазепа | 30 000 крб.                | 14 жовтня 1995 року    | 1 000 000 | Юрій Логвин                                |
| № 86                                                                         |            | Серія «Гетьмани України»: Богдан (Зіновій) Хмельницький | 40 000 крб.                | 23 вересня 1995 року   | 1 000 000 | Юрій Логвин                                |
| № 93                                                                         |            | Михайло Сергійович Грушевський (1866—1934) — перший Президент України | 50 000 крб.                | 9 грудня 1995 року     | 1 000 000 | Олексій Штанко                             |
| № 94                                                                         |            | 150 років від дня народження видатного українського драматурга, актора, режисера, театрального діяча Івана Карпенко-Карого (Івана Карповича Тобілевича) (1845—1907) | 50 000 крб.                | 9 грудня 1995 року     | 1 000 000 | Олексій Штанко                             |
| № 95                                                                         |            | 200 років від дня народження Павела Йосефа Шафарика (1795—1861) | 30 000 крб.                | 27 грудня 1995 року    | 500 000   | Юрій Логвин                                |
| 1996                                                                         |            | |                            |                        |           |                                            |
| № 104                                                                        |            | 125 років від дня народження Агатангела Юхимовича Кримського (1871—1942) - Агатангел Кримський, історик і письменник | 20 000 крб.                | 15 січня 1996 року     | 500 000   | Олексій Штанко                             |
| № 105                                                                        |            | 100 років від дня народження Олександра Петровича Довженка (1894—1956) з купонами | 4000 крб.                  | 23 березня 1996 року   | 1 000 000 | Олександр Івахненко                        |
| № 106                                                                        |            | Іван Семенович Козловський — знаний український і російський співак — ліричний тенор (1900—1993) | 20 000 крб.                | 23 березня 1996 року   | 500 000   | Олексій Штанко                             |
| № 109                                                                        |            | «Симиренки — рід промисловців-цукроварів, конструкторів і власників машинобудівних заводів, піонерів пароплавства на Дніпрі, вчених і практиків садівництва, меценатів української культури» - Василь Симиренко, промисловець і меценат - Володимир Симиренко, помолог і селекціонер плодових культур - Левко Симиренко, помолог і плодовод | 20 000 крб.                | 25 травня 1996 року    | 500 000   | О. Д. Малакова                             |
| № 110                                                                        |            | Світочі української літератури: Василь Семенович Стефаник | 20 000 крб.                | 29 червня 1996 року    | 500 000   | Олексій Штанко                             |
| № 111                                                                        |            | 150 років від дня народження видатного вченого, мандрівника і громадського діяча Миколи Миколайовича Миклухо-Маклая (1846—1888) | 40 000 крб.                | 17 липня 1996 року     | 500 000   | Олексій Штанко                             |
| № 120 № 121 № 122 № 123                                                      |            | Зчіпка серії «Літакобудування в Україні», чотири марки - Генеральний конструктор О. К. Антонов (1906—1984) - Ан-2 - Ан-124 «Руслан» - Ан-225 «Мрія» | 20 000 40 000 крб.         | 14 вересня 1996 року   | 200 000   | Г. Т. Задніпряний                          |
| № 124                                                                        |            | 125 років від дня народження видатного українського спортсмена, «чемпіона чемпіонів» із класичної боротьби серед професіоналів Івана Максимовича Піддубного (1871—1949) | 0,40 гривні                | 16 листопада 1996 року | 300 000   | Олексій Штанко                             |
| № 129                                                                        |            | 100 років від дня народження Віктора Степановича Косенка (1896—1938) - Віктор Косенко, композитор | 0,20 гривні                | 21 грудня 1996 року    | 200 000   | О. І. Мікловда                             |
| № 135                                                                        |            | 400 років від дня народження митрополита Київського й Галицького Петра Симеоновича Могили (1596—1647) | 0,20 гривні                | 31 грудня 1996 року    | 200 000   | Олексій Штанко                             |
| 1997                                                                         |            | |                            |                        |           |                                            |
| № 141 № 142                                                                  |            | Блок «Спільна тематика поштових випусків за програмою „PostEurop“-97: Історії і легенди. Історія України (Період Київської Русі). Легендарні київські князі Кий, Щек, Хорив і їхня сестра Либідь (кінець VI — початок VII ст.)» - Кий, Щек - Хорив, Либідь | 0,40 гривні                | 6 травня 1997 року     | 700 000   | В. Таран, О. Г. Харук                      |
| № 144                                                                        |            | 100 років від дня народження Олександра Гнатовича Шаргея (Юрія Васильовича Кондратюка) (1897—1942) - Юрій Кондратюк, вчений-винахідник | 0,20 гривні                | 21 червня 1997 року    | 250 000   | В. І. Дворник                              |
| № 147                                                                        |            | «Славетні жінки України»: Велика княгиня київська Ольга | 0,40 гривні                | 12 липня 1997 року     | 250 000   | Олексій Штанко                             |
| № 148                                                                        |            | «Славетні жінки України»: Роксолана (Хуррем, Хасекі) - Роксолана, наложниця, дружина султана Османської імперії Сулеймана І Пишного | 0,40 гривні                | 12 липня 1997 року     | 250 000   | Олексій Штанко                             |
| № 157                                                                        |            | Серія «Гетьмани України»: Дмитро Вишневецький (Байда) | 0,20 гривні                | 13 вересня 1997 року   | 250 000   | Юрій Логвин                                |
| № 158                                                                        |            | Серія «Гетьмани України»: Пилип Орлик | 0,20 гривні                | 13 вересня 1997 року   | 250 000   | Юрій Логвин                                |
| № 159                                                                        |            | 125 років від дня народження Соломії Амвросіївни Крушельницької (1872—1952) - Соломія Крушельницька, оперна співачка | 0,20 гривні                | 23 вересня 1997 року   | 250 000   | С. І. Лук'яненко                           |
| № 174                                                                        |            | 125 років від дня народження Василя Григоровича Кричевського (1872—1952) | 0,10 гривні                | 20 грудня 1997 року    | 5 000 000 | Олексій Штанко                             |
| № 175                                                                        |            | 275 років від дня народження Григорія Савича Сковороди (1722—1794) - Григорій Сковорода, філософ, поет і педагог | 0,60 гривні                | 27 грудня 1997 року    | 200 000   | В. Таран, О. Г. Харук                      |
| 1998                                                                         |            | |                            |                        |           |                                            |
| № 183                                                                        |            | 100 років від дня народження Володимира Миколайовича Сосюри (1898—1965). - Володимир Сосюра, письменник | 0,20 гривні                | 6 січня 1998 року      | 200 000   | Олексій Штанко                             |
| № 202                                                                        |            | Давні київські князі Аскольд і Дір (IX ст.) з купоном | 3,00 гривні                | 4 липня 1998 року      | 150 000   | В. Таран, О. Г. Харук                      |
| № 210                                                                        |            | Серія «Славетні жінки України»: Анна Ярославна | 0,40 гривні                | 8 серпня 1998 року     | 200 000   | Олексій Штанко                             |
| № 211                                                                        |            | Юрій Федорович Лисянський (1773—1837). - Юрій Лісянський, мореплавець і дослідник | 0,40 гривні                | 13 серпня 1998 року    | 200 000   | Олексій Штанко                             |
| № 212                                                                        |            | Н. Ужвій (1898—1986) - Наталія Ужвій, акторка театру і кіно | 0,40 гривні                | 8 вересня 1998 року    | 200 000   | С. І. Лук'яненко                           |
| № 213 № 214 № 215 № 216 № 217                                                |            | Зчіпка «100 років КПІ» - Перший директор КПІ В. Л. Кирпичов - Академік Є. О. Патон - Видатний вчений-механік С. П. Тимошенко - Видатний авіаконструктор І. Сікорський - Засновник практичної космонавтики С. П. Корольов | 0,10 0,20 0,30 0,40 гривні | 10 вересня 1998 року   | 200 000   | С. Беляєв                                  |
| № 226                                                                        |            | Серія «Гетьмани України»: Петро Дорошенко | 0,20 гривні                | 28 листопада 1998 року | 100 000   | Юрій Логвин                                |
| № 229                                                                        |            | Б. Д. Грінченко (1863—1910). - Борис Грінченко, письменник, перекладач і громадсько-культурний діяч | 0,20 гривні                | 4 грудня 1998 року     | 200 000   | Г. Т. Задніпряний                          |
| 1999                                                                         |            | |                            |                        |           |                                            |
| № 235                                                                        |            | Сергій Параджанов (1924—1990) з купоном - Сергій Параджанов, кінорежисер | 0,40 гривні                | 27 лютого 1999 року    | 200 000   | Олексій Штанко                             |
| № 236                                                                        |            | Володимир Івасюк (1949—1979) - Володимир Івасюк, композитор і поет | 0,30 гривні                | 4 березня 1999 року    | 200 000   | В. М. Євтушенко                            |
| № 244                                                                        |            | Панас Мирний (1849—1920) | 0,40 гривні                | 13 травня 1999 року    | 200 000   | Олександр Івахненко                        |
| № 245                                                                        |            | Оноре де Бальзак (1799—1850) - Оноре де Бальзак, письменник | 0,40 гривні                | 20 травня 1999 року    | 200 000   | Геннадій Кузнєцов                          |
| № 247                                                                        |            | О. С. Пушкін з купоном На марці — портрет Пушкіна роботи Айвазовського, на купоні — автопортрет - Олександр Пушкін, письменник | 0,40 гривні                | 6 червня 1999 року     | 200 000   | В. С. Мітченко                             |
| № 250                                                                        |            | Блок «Ярослав Мудрий» | 1,20 гривні                | 2 липня 1999 року      | 50 000    | Олексій Штанко                             |
| № 265                                                                        |            | Серія «Гетьмани України»: Іван Виговський | 0,30 гривні                | 20 листопада 1999 року | 200 000   | Юрій Логвин                                |
| № 266                                                                        |            | Серія «Гетьмани України»: Павло Полуботок | 0,30 гривні                | 22 грудня 1999 року    | 200 000   | Юрій Логвин                                |
| № 284 № 285                                                                  |            | Зчіпка «Марія Примаченко», дві марки з купоном - «Гороховий звір» - «Дикий кабан» | 0,30 гривні                | 22 грудня 1999 року    | 200 000   | Наталія Гожа                               |
| № 286                                                                        |            | Серія «Славетні жінки України»: Галшка Гулевичівна | 0,30 гривні                | 25 грудня 1999 року    | 200 000   | Олексій Штанко                             |
| 2000                                                                         |            | |                            |                        |           |                                            |
| № 305                                                                        |            | «Оксана Петрусенко» - Оксана Петрусенко, оперна співачка | 0,30 гривні                | 11 лютого 2000 року    | 200 000   | Катерина Штанко                            |
| № 306                                                                        |            | Серія «Славетні жінки України»: Маруся Чурай | 0,40 гривні                | 18 лютого 2000 року    | 200 000   | Олексій Штанко                             |
| № 307                                                                        |            | Серія «Гетьмани України»: Іван Самойлович | 0,30 гривні                | 3 березня 2000 року    | 200 000   | Юрій Логвин                                |
| № 308                                                                        |            | Серія «Гетьмани України»: Данило Апостол | 0,30 гривні                | 22 лютого 2000 року    | 200 000   | Юрій Логвин                                |
| № 329                                                                        |            | «Петро Прокопович» - Петро Прокопович, бджоляр | 0,30 гривні                | 12 липня 2000 року     | 200 000   | Олександр Кошель                           |
| № 332 № 333                                                                  |            | Зчіпка «Тетяна Пата» - Кучерявки. Панно. 1950-ті рр. - Калина і птах. 1957 р. | 0,40 гривні                | 21 липня 2000 року     | 200 000   | Наталія Гожа                               |
| № 343                                                                        |            | «Юрій Дрогобич» - Юрій Дрогобич, філософ, астроном і астролог | 0,30 гривні                | 12 вересня 2000 року   | 200 000   | Олексій Штанко                             |
| № 363                                                                        |            | Блок «Володимир Великий» | 2,00 гривні                | 15 грудня 2000 року    | 50 000    | Олексій Штанко                             |
| 2001                                                                         |            | |                            |                        |           |                                            |
| № 364                                                                        |            | «Св. Димитрій Ростовський» | 0,75 гривні                | 16 січня 2001 року     | 150 000   | Олександр Кошель                           |
| № 366                                                                        |            | Блок «Данило Романович (Галицький). 1201—1264» | 3,00 гривні                | 1 лютого 2001 року     | 60 000    | Олексій Штанко                             |
| № 367                                                                        |            | Серія «Гетьмани України»: Юрій Хмельницький | 0,30 гривні                | 20 лютого 2001 року    | 500 000   | Юрій Логвин                                |
| № 368                                                                        |            | Серія «Гетьмани України»: Михайло Ханенко | 0,50 гривні                | 20 лютого 2001 року    | 500 000   | Юрій Логвин                                |
| № 394                                                                        |            | «Візит Папи Римського Івана Павла II в Україну» | 3,00 гривні                | 15 червня 2001 року    | 500 000   | Василь Василенко                           |
| № 404                                                                        |            | «Дмитро Бортнянський (1751—1825)» | 0,20 гривні                | 26 липня 2001 року     | 300 000   | Юлія Бородай                               |
| № 414 № 415                                                                  |            | Зчіпка «Спільний випуск України і Грузії» - Тарас Шевченко - Акакій Церетелі | 0,40 гривні                | 19 грудня 2001 року    | 200 000   | Василь Василенко                           |
| 2002                                                                         |            | |                            |                        |           |                                            |
| № 422                                                                        |            | Серія «Гетьмани України»: Павло Тетеря | 0,40 гривні                | 17 січня 2002 року     | 300 000   | Юрій Логвин                                |
| № 423                                                                        |            | Серія «Гетьмани України»: Дем'ян Многогрішний | 0,40 гривні                | 17 січня 2002 року     | 300 000   | Юрій Логвин                                |
| № 424                                                                        |            | Серія «Гетьмани України»: Іван Брюховецький | 0,40 гривні                | 17 січня 2002 року     | 300 000   | Юрій Логвин                                |
| № 436                                                                        |            | «Леонід Глібов. 175 років з дня народження» | 0,40 гривні                | 4 березня 2002 року    | 200 000   | Василь Василенко                           |
| № 452                                                                        |            | «Микола Леонтович (1877—1921)» | 0,40 гривні                | 21 червня 2002 року    | 300 000   | Василь Василенко                           |
| № 466                                                                        |            | Серія «Україна — космічна держава»: Юрій Кондратюк (Олександр Шаргей, 1897—1942) | 0,40 гривні                | 23 серпня 2002 року    | 500 000   | Василь Василенко                           |
| № 467                                                                        |            | Серія «Україна — космічна держава»: Михайло Янгель (1911—1971) | 0,45 гривні                | 23 серпня 2002 року    | 500 000   | Василь Василенко Оксана Тернавська         |
| № 468                                                                        |            | Серія «Україна — космічна держава»: Микола Кибальчич (1853—1881) | 0,50 гривні                | 23 серпня 2002 року    | 300 000   | Оксана Тернавська                          |
| № 469                                                                        |            | Серія «Україна — космічна держава»: Сергій Корольов (1907—1966) | 0,70 гривні                | 23 серпня 2002 року    | 300 000   | Оксана Тернавська                          |
| 2003                                                                         |            | |                            |                        |           |                                            |
| № 498                                                                        |            | Микола Аркас (1853—1909) | 0,45 гривні                | 21 лютого 2003 року    | 300 000   | Наталія Михайличенко                       |
| № 504                                                                        |            | Серія «Конструктори ракет»: Олександр Засядько (1779—1837) | 0,45 гривні                | 11 квітня 2003 року    | 250 000   | Василь Василенко                           |
| № 505                                                                        |            | Серія «Конструктори ракет»: Костянтин Константинов (1817—1871) | 0,65 гривні                | 11 квітня 2003 року    | 250 000   | Василь Василенко                           |
| № 506                                                                        |            | Серія «Конструктори ракет»: Валентин Глушко (1908—1989) | 0,70 гривні                | 11 квітня 2003 року    | 250 000   | Василь Василенко                           |
| № 507                                                                        |            | Серія «Конструктори ракет»: Володимир Челомей (1914—1984) | 0,80 гривні                | 11 квітня 2003 року    | 250 000   | Василь Василенко                           |
| № 511                                                                        |            | Серія «Гетьмани України»: Кирило Розумовський | 0,45 гривні                | 22 травня 2003 року    | 250 000   | Юрій Логвин                                |
| № 512                                                                        |            | Серія «Гетьмани України»: Іван Скоропадський | 0,45 гривні                | 22 травня 2003 року    | 250 000   | Юрій Логвин                                |
| № 513                                                                        |            | Блок «Володимир Мономах» | 3,50 гривні                | 28 травня 2003 року    | 100 000   | Катерина Штанко                            |
| № 526                                                                        |            | Олександр Мишуга (1853—1922) | 0,45 гривні                | 20 червня 2003 року    | 220 000   | Василь Василенко                           |
| № 534                                                                        |            | Борис Гмиря (1903—1969) | 0,45 гривні                | 5 серпня 2003 року     | 150 000   | Лариса Корень                              |
| № 543                                                                        |            | Григорій Квітка-Основ'яненко. 1778—1843 | 0,45 гривні                | 14 листопада 2003 року | 150 000   | Геннадій Кузнєцов                          |
| 2004                                                                         |            | |                            |                        |           |                                            |
| № 554                                                                        |            | Станіслав Людкевич (1879—1979) | 0,45 гривні                | 24 січня 2004 року     | 150 000   | Василь Василенко                           |
| № 571                                                                        |            | Сергій Лифар (1904—1986) | 0,45 гривні                | 2 квітня 2004 року     | 150 000   | Василь Василенко                           |
| № 589                                                                        |            | Симон Петлюра (1879—1926) | 0,45 гривні                | 21 травня 2004 року    | 120 000   | Василь Василенко                           |
| № 601                                                                        |            | Марія Заньковецька. 1854—1934 | 0,45 гривні                | 23 липня 2004 року     | 200 000   | Катерина Штанько                           |
| № 602                                                                        |            | Михайло Максимович (1804—1873) | 0,45 гривні                | 23 липня 2004 року     | 200 000   | Василь Василенко                           |
| 2005                                                                         |            | |                            |                        |           |                                            |
| № 636                                                                        |            | «Павло Вірський (1905—1975)» | 0,45 гривні                | 4 лютого 2005 року     | 200 000   | Василь Василенко                           |
| № 654                                                                        |            | Малий лист № 15: «Руслана» | 0,45 гривні                | 19 травня 2005 року    | 231 000   | Василь Василенко                           |
| № 667                                                                        |            | «Володимир Винниченко (1880—1951)» | 0,45 гривні                | 15 липня 2005 року     | 150 000   | Василь Василенко                           |
| № 687 № 688 № 689 № 690                                                      |            | Зчіпка «Історія війська в Україні» - Воєвода Боброк Волинець. Куликово поле, 1380 рік - Пушкарі та стрільці, XI—XV ст. - Лицар Іванко Сушик. Грюнвальд, 1410 рік - Князь Костянтин Острозький. Орша, 1512 | 0,70 гривні                | 22 жовтня 2005 року    | 110 000   | Юрій Логвин                                |
| № 692                                                                        |            | «Дмитро Яворницький (1855—1940)» | 0,70 гривні                | 7 листопада 2005 року  | 330 000   | Василь Василенко                           |
| 2006                                                                         |            | |                            |                        |           |                                            |
| № 708                                                                        |            | Олег Антонов (1906—1984) | 0,70 гривні                | 7 лютого 2006 року     | 160 000   | Василь Василенко                           |
| № 709                                                                        |            | Георгій Нарбут (1886—1920) | 3,33 гривні                | 10 березня 2006 року   | 300 000   | Володимир Таран                            |
| № 743 № 744 № 745 № 746                                                      |            | Блок № 57 «Козацька Україна» - Іван Богун - Іван Підкова - Іван Гонта - Іван Сірко | 3,50 гривні                | 18 серпня 2006 року    | 110 000   | Володимир Таран Олексій Харук Сергій Харук |
| № 747                                                                        |            | «Іван Франко (1856—1916)» | 0,70 гривні                | 27 серпня 2006 року    | 200 000   | Василь Василенко                           |
| 2007                                                                         |            | |                            |                        |           |                                            |
| № 789                                                                        |            | Іван Огієнко (1882—1972) | 0,70 гривні                | 12 січня 2007 року     | 200 000   | Геннадій Клещар                            |
| № 806 № 807                                                                  |            | Блок № 59 «Тарас Шевченко» із серії «200-річчя з дня народження Тараса Шевченка» - Доля - Автопортрет | 2,50 3,35 гривні           | 23 лютого 2007 року    | 125 000   | Володимир Таран                            |
| № 813                                                                        |            | Серія «Україна — космічна країна»: Леонід Каденюк — перший космонавт України | 0,70 гривні                | 12 квітня 2007 року    | 150 000   | Василь Василенко                           |
| № 822                                                                        |            | Ігор Стравінський (1882—1971) | 0,70 гривні                | 8 червня 2007 року     | 150 000   | Василь Василенко                           |
| № 835                                                                        |            | 100 років від дня народження Романа Шухевича (1907—1950) | 0,70 гривні                | 29 червня 2007 року    | 140 000   | Василь Василенко                           |
| № 859                                                                        |            | Блок «50 років від часу запуску першого штучного супутника Землі» На полях блока зображені конструктори Сергій Корольов та Валентин Глушко. | 3,33 гривні                | 4 жовтня 2007 року     | 100 000   | Олександр Калмиков                         |
| 2008                                                                         |            | |                            |                        |           |                                            |
| № 902                                                                        |            | Серія «Перлини мистецького спадку Тараса Шевченка» - Тарас Шевченко. Автопортрет. 1840 | 2,47 гривні                | 23 лютого 2008 року    | 200 000   | Володимир Таран                            |
| № 907 № 908                                                                  |            | Зчіпка 200-річчя від дня народження Миколи Гоголя (1809—1852) | 1,52 2,47 гривні           | 21 березня 2008 року   | 140 000   | Володимир Таран Олексій Харук Сергій Харук |
| № 958                                                                        |            | Марко Вовчок (1833—1907) | 1,00 гривня                | 28 листопада 2008 року | 170 000   | О. Базилевич                               |
| № 971                                                                        |            | В'ячеслав Чорновіл (1937—1999) | 1,00 гривня                | 24 грудня 2008 року    | 350 000   | Василь Лопата                              |
| 2009                                                                         |            | |                            |                        |           |                                            |
| № 978                                                                        |            | «Степан Бандера. 100-річчя від дня народження» | 1,00 гривня                | 1 січня 2009 року      | 220 000   | Василь Василенко                           |
| № 979                                                                        |            | «Степан Руданський (1834—1873)» | 1,00 гривня                | 17 січня 2009 року     | 200 000   | Олександр Калмиков                         |
| № 980                                                                        |            | «Шолом-Алейхем (1859—1916)» | 2,20 гривні                | 18 лютого 2009 року    | 200 000   | Олександр Калмиков                         |
| № 988 № 989                                                                  |            | Блок № 76 «Микола Гоголь. 1809—1852. 200-річчя від дня народження» - «Микола Гоголь» - «Ніч перед Різдвом» | 2,20 1,50 гривні           | 1 квітня 2009 року     | 100 000   | Володимир Таран Олексій Харук Сергій Харук |
| № 990 № 991                                                                  |            | Зчіпка з двох марок - «Меридіанне коло» - «Галілео Галілей» | 3,75 5,25 гривні           | 17 квітня 2009 року    | 95 000    | Наталія Фандікова                          |
| 2010                                                                         |            | |                            |                        |           |                                            |
| № 1030 № 1031                                                                |            | Блок № 81: «200-річчя від дня народження Тараса Шевченка» 2010 | 2,00 1,50 гривні           | 9 березня 2010 року    | 142 000   | Володимир Таран                            |
| № 1032                                                                       |            | Блок № 82: «Конституція Пилипа Орлика. 1710—2010» - Пилип Орлик | 1,50 гривні                | 29 березня 2010 року   | 109 000   | Василь Василенко                           |
| № 1033                                                                       |            | «65-річчя Перемоги у Великій Вітчизняній війні» (на марці зображена Завалій Є. М.) | 1,50 гривні                | 15 квітня 2010 року    | 157 000   | Наталія Андрійченко                        |
| № 1046                                                                       |            | «Микола Пирогов. 1810—1881» | 1,50 гривні                | 2 червня 2010 року     | 195 000   | Олександр Калмиков                         |
| № 1047                                                                       |            | «Кличко» (у листі 10 марок + 2 купони) | 1,50 гривні                | 8 червня 2010 року     | 170 000   | Наталія Фандікова                          |
| № 1055                                                                       |            | «Олександр Потебня. 1835—1891» | 1,00 гривня                | 10 вересня 2010 року   | 158 000   | Олександр Калмиков                         |
| № 1056 № 1057 № 1058 № 1059 № 1060 № 1061 № 1062 № 1063 № 1064 № 1065 № 1066 |            | Блок № 86 «Національний технічний університет „Харківський політехнічний інститут“. 125 років» (11 марок + 1 купон). Зображені вчені Харківського інституту: - Кирпичов В. Л. (1845—1913); - Бекетов А. М. (1862—1941); - Бекетов М. М. (1827—1911); - Копняєв П. П. (1867—1932); - Ландау Л. Д. (1908—1968); - Ляпунов О. М. (1857—1918); - Мухачев П. М. (1861—1935); - Орлов Є. І. (1865—1944); - Пильчиков М. Д.; - Стеклов В. А. (1863—1926); - Хрущов В. М. (1882—1941). | 2,00 1,50 гривні           | 16 вересня 2010 року   | 140 000   | Ірина Музиченко Інна Шептун                |
| № 1075 № 1076                                                                |            | «Провідники козацьких повстань. Криштоф Косинський», «Провідники козацьких повстань. Богдан Микошинський» | 1,50 2,00 гривні           | 15 жовтня 2010 року    | 130 000   | Василь Василенко                           |
| № 1077 № 1078 № 1079 № 1080                                                  |            | Серія «Історія війська в Україні» - «Задунайська січ» - «Українські козацькі полки 1812 року» - «Оборона Севастополя» - «Наказний Отаман Яків Кухаренко» | 1,50 2,00 гривні           | 29 жовтня 2010 року    | 145 000   | Юрій Логвин                                |
| № 1081                                                                       |            | «Наказний гетьман України. Павло Полуботок. 1660—1724» | 1,50 гривні                | 29 жовтня 2010 року    | 180 000   | Володимир Таран                            |
| 2011                                                                         |            | |                            |                        |           |                                            |
| № 1098                                                                       |            | «Перший політ людини в космос. Юрій Гагарін» | 6,00 гривень               | 12 квітня 2011 року    | 180 000   | Василь Василенко                           |
| № 1099                                                                       |            | «Георгій Береговий. 1921—1995» | 2,20 гривні                | 16 квітня 2011 року    | 180 000   | Олексій Соболевський                       |
| № 1105 № 1106                                                                |            | «Провідники козацьких повстань» (зчіпка з двох марок) - «Провідники козацьких повстань. Григорій Лобода» - «Провідники козацьких повстань. Северин Наливайко» | 1,50 2,00 гривні           | 9 червня 2011 року     | 154 000   | Василь Василенко                           |
| № 1130                                                                       |            | Тетяна Маркус. 1921—1943. «Герой України» | 1,50 гривні                | 21 вересня 2011 року   | 150 000   | Лариса Корень                              |
| № 1132 № 1133                                                                |            | 75 років. Фільм-опера «Наталка Полтавка (зчіпка з двох марок) | 6,00 1,50 гривні           | 30 вересня 2011 року   | 185 000   | Лариса Мельник                             |
| № 1136                                                                       |            | »Михайло Янгель (1911—1971). 100 років від дня народження" | 1,50 гривні                | 25 жовтня 2011 року    | 150 000   | Василь Василенко                           |
| 2012                                                                         |            | |                            |                        |           |                                            |
| № 1193                                                                       |            | Михайло Стельмах. 1912—1983 | 2,00 гривні                | 24 травня 2012 року    | 150 000   | Володимир Таран                            |
| № 1226                                                                       |            | Павло Попович. 1930—2009 | 2,00 гривні                | 15 серпня 2012 року    | 120 000   | Василь Василенко                           |
| № 1252                                                                       |            | Андрій Малишко. 1912—1970 | 2,00 гривні                | 14 листопада 2012 року | 150 000   | Володимир Таран                            |
| 2013                                                                         |            | |                            |                        |           |                                            |
| № 1271                                                                       |            | Блок № 108: «900 років Уставу Володимира Мономаха» Блок виконаний у візантійському стилі, що відповідає мистецькому стилю епохи того часу. На марці зображено князя та писаря. - Володимир Мономах | 6,40 гривні                | 22 лютого 2013 року    | 65 000    | Микола Кочубей                             |
| № 1272                                                                       |            | «Володимир Вернадський. 1863—1945» | 2,00 гривні                | 28 лютого 2013 року    | 145 000   | Володимир Таран                            |
| № 1275                                                                       |            | «Семен Гулак-Артемовський. 200 років від дня народження» На марці зображено портрет С. Гулака-Артемовського та фото із постановки опери «Запорожець за Дунаєм», у ролях: Одарка — М. І. Литвиненко-Вольгемут, Карась — І. С. Патрожинський. | 2,00 гривні                | 25 березня 2013 року   | 161 000   | Василь Василенко                           |
| № 1290                                                                       |            | 1150 років слов'янської писемності На марці зображено постаті Кирила і Мефодія | 2,50 гривні                | 22 травня 2013 року    | 150 000   | Сергій Горобець                            |
| № 1297                                                                       |            | Блок № 112 «900 років літопису „Повість минулих літ“» На марці зображено Нестора Літописця за роботою, на полях блоку — події, описані в Повісті. | 2,00 гривні                | 26 липня 2013 року     | 48 000    | Микола Кочубей                             |
| № 1322                                                                       |            | «Віра Холодна. 1893—1919. 120 років від дня народження» | 2,00 гривні                | 31 жовтня 2013 року    | 148 000   | Василь Василенко                           |
| № 1329                                                                       |            | «Ольга Кобилянська. 150 років від дня народження. 1863—1942» | 2,00 гривні                | 27 листопада 2013 року | 170 000   | Василь Василенко                           |
| № 1331                                                                       |            | «Микола Амосов. 1913—2002» | 2,00 гривні                | 6 грудня 2013 року     | 163 000   | Володимир Таран                            |
| 2014                                                                         |            | |                            |                        |           |                                            |
| № 1353                                                                       |            | «Збірна України з біатлону-2014». На купонах зображено фото: - Олена Підгрушна, - Валентина Семеренко, - Юлія Джима, - Віта Семеренко | 3,30 гривні                | 31 січня 2014 року     | 161 000   | Василь Василенко (фото Марії Осолодкіної)  |
| № 1354                                                                       |            | Леонід Кравчук. Перший Президент незалежної України. 80 років від дня народження. | 2,00 гривні                | 31 січня 2014 року     | 175 000   | Василь Василенко                           |
| № 1368                                                                       |            | Збірна України з біатлону-2014. Золота естафета. 21.02.2014.: на марці зображено фото жіночої збірної України з біатлону. На купонах зображено фото: - Олена Підгрушна, - Валентина Семеренко, - Юлія Джима, - Віта Семеренко. | 3,30 гривні                | 15 квітня 2014 року    | 16 000    | Василь Василенко                           |
| № 1369                                                                       |            | Василь Липківський. Митрополит УАПЦ. 150 років від дня народження. | 2,00 гривні                | 8 травня 2014 року     | 155 000   | Микола Кочубей                             |
| № 1370                                                                       |            | Марія Капніст. 1914—1993. 100 років від дня народження. | 2,00 гривні                | 16 травня 2014 року    | 152 000   | Василь Василенко                           |
| № 1374                                                                       |            | Блок № 124 Козак Мамай. («EUROPA») | 4,80 гривні                | 25 липня 2014 року     | 145 000   | Віталій Мітченко                           |
| № 1396 № 1397                                                                |            | Блок «200-річчя від дня народження Тараса Шевченка» з двох марок | 3,30 5,70 гривні           | 26 вересня 2014 року   | 59 000    | Володимир Таран                            |
| № 1405 № 1406                                                                |            | Серія «Славетні роди України»: блок № 129 «Рід Терещенків»: - Герб роду Терещенків - Артемій Терещенко (1794—1877) | 4,80 5,70 гривні           | 14 листопада 2014 року | 38 000    | Володимир Таран                            |
| № 1413                                                                       |            | «За честь! За славу! За народ!» | 2,00 гривні                | 5 грудня 2014 року     | 183 000   | Володимир Таран                            |
| 2015                                                                         |            | |                            |                        |           |                                            |
| № 1421                                                                       |            | «Василь Симоненко. 1935—1963. 80 років від дня народження» | 2,00 гривні                | 8 січня 2015 року      | 141 000   | Василь Василенко                           |
| № 1424                                                                       |            | «Михайло Вербицький. 1815—1870» | 2,00 гривні                | 4 березня 2015 року    | 138 000   | Сергій Горобець                            |
| № 1425                                                                       |            | «Святослав Ріхтер. 1915—1997» | 2,00 гривні                | 20 березня 2015 року   | 137 000   | Наталя Гожа                                |
| № 1426                                                                       |            | «150 років від дня народження Бориса Луцького» | 2,00 гривні                | 10 квітня 2015 року    | 143 000   | Євген Харук                                |
| № 1433                                                                       |            | Ілля Мечников (1845—1916) | 4,80 гривні                | 21 липня 2015 року     | 130 000   | Володимир Таран                            |
| № 1436                                                                       |            | «Князь Київський Володимир Великий» | 12,90 гривні               | 28 липня 2015 року     | 40 000    | Сергій та Олександр Харуки                 |
| № 1437                                                                       |            | «Андрей Шептицький. 1865—1944» | 2,40 гривні                | 29 липня 2015 року     | 130 000   | Сергій Горобець                            |
| № 1455                                                                       |            | «Пам'ятник С. Крушельницькій, м. Тернопіль» | 2,40 гривні                | 18 серпня 2015 року    | 130 000   | Олександр Калмиков                         |
| № 1467                                                                       |            | «Анна та Марія Музичук — чемпіонки світу з шахів» | 2,40 гривні                | 10 жовтня 2015 року    | 130 000   |                                            |
| № 1471 № 1472 № 1473                                                         |            | Блок «Князівський рід Острозьких XIV—XVII ст.» з трьох марок: - «Василь-Костянтин Острозький. 1526—1608» - «Гальшка (Єлизавета) Острозька. 1539—1582» - «Костянтин Острозький. 1460—1530» | 3,45 5,25 7,65 гривні      | 13 листопада 2015 року | 40 000    | Володимир Таран                            |
| № П-17                                                                       |            | «Власна марка» — 10.12.2015 поштова марка персоніфікована № П-17 з купоном — «Чемпіонка світу з шахів» (Марія Музичук) | V                          | 10 грудня 2015 року    |           | автор                                      |
| № 1481                                                                       |            | «Григорій Верьовка. 1895—1964» | 2,40 гривні                | 25 грудня 2015 року    | 130 000   | Сергій Горобець                            |
| 2016                                                                         |            | |                            |                        |           |                                            |
| № 1498                                                                       |            | Михаїл Булгаков (1891—1940) | 2,40 гривні                | 13 травня 2016 року    | 130 000   | Василь Василенко                           |
| № П-18                                                                       |            | Проект «Власна марка» Поштова марка персоніфікована Юрій Гагарін | V                          | 27 травня 2016 року    | 149 996   |                                            |
| № 1512                                                                       |            | Іван Миколайчук (1941—1987) | 2,40 гривні                | 15 червня 2016 року    | 130 000   | Микола Кочубей                             |
| № 1531                                                                       |            | Михайло Грушевський (1866—1934). | 2,40 гривні                | 29 вересня 2016 року   | 130 000   | Сергій Лук'яненко                          |
| № 1532                                                                       |            | Богдан Ступка (1941—2012). | 2,40 гривні                | 5 жовтня 2016 року     | 130 000   | Василь Василенко                           |
| № 1536 № 1537 № 1538 № 1539 № 1540 № 1541 № 1542 № 1543 № 1544               |            | Марковий аркуш «Легенди українського мотокросу» - Мотоспорт 1956. Леонід Братковський. Мотоцикл «М-72» 750 см3 - Мотоспорт 1963. Ігор Григор'єв. Мотоцикл «CZ» 250 см3 - Мотоспорт 1965. Вадим Горулько. Мотоцикл «КОВРОВЕЦ» 250 см3 - Мотоспорт 1972. Олексій Кібірін. Мотоцикл «CZ» 250 см3 - Мотоспорт 1967. Леонід Шинкаренко. Мотоцикл «CZ» 250 см3 - Мотоспорт 1973. Володимир Овчінніков. Мотоцикл «CZ» 500 см3 - Мотоспорт 1977. Володимир Кавінов. Мотоцикл «КТМ» 250 см3 - Мотоспорт 1975. Борис Погановський, Євгеній Нечипоренко. Мотоцикл «ДНЕПР» 750 см3 - Мотоспорт 1975. Євгеній Рибальченко. Мотоцикл «CZ» 250 см3 | 3,00 гривні                | 28 жовтня 2016 року    | 35 000    | Василь Василенко                           |
| № П-19                                                                       |            | Проект «Власна марка» Поштова марка персоніфікована Святий Миколай | V                          | 1 грудня 2016 року     | 199 998   |                                            |
| 2017                                                                         |            | |                            |                        |           |                                            |
| № П-20                                                                       |            | Проект «Власна марка»: Поштова марка персоніфікована Валентина Терешкова | V                          | 6 березня 2017 року    | 200 000   |                                            |
| № П-21                                                                       |            | Проект «Власна марка»: Поштова марка персоніфікована Герман Титов | V                          | 28 квітня 2017 року    | 199 976   |                                            |
| № 1555                                                                       |            | Джамала | 4,00 гривні                | 5 травня 2017 року     | 200 000   | Оксана Шуклінова                           |
| № 1557                                                                       |            | Спільний випуск Україна — Словенія — Австрія — Угорщина — Хорватія. Блок № 146 «300 років від народження Марії Терезії» | Є                          | 13 травня 2017 року    | 45 000    | Svetlana Milijaševič (Словенія)            |
| № 1577                                                                       |            | Серія «Лауреати Нобелівської премії»: Роалд Хоффманн | 5,00 гривень               | 18 липня 2017 року     | 140 000   | Володимир Таран                            |
| № 1602                                                                       |            | «Артемій Ведель. 1767—1808» | 4,00 гривні                | 5 жовтня 2017 року     | 130 000   | Володимир Таран                            |
| 2018                                                                         |            | |                            |                        |           |                                            |
| № 1626                                                                       |            | Марка «Олександр Шалімов. 1918—2006»/2018 | 5,00 гривень               | 23 січня 2018 року     | 130 000   | Сергій Горобець                            |
| № 1659                                                                       |            | Серія «Лауреати Нобелівської премії»: - Зельман Ваксман. 1888—1973. | 7,50 гривні                | 22 липня 2018 року     | 130 000   | Володимир Таран                            |
| № 1645 № 1646 № 1647                                                         |            | Блок «Михайло Врубель. 1856—1910» з трьох марок: - № 1645 «Михайло Врубель. Янгол з кадилом та свічкою. 1887»; - № 1646 «Михайло Врубель. Дівчинка на тлі перського килима. 1886»; - № 1647 «Михайло Врубель. 1856—1910». | 7,50 5,00 гривень          | 27 липня 2018 року     | 30 000    | Михайло Врубель                            |
| № 1663                                                                       |            | «Андрій Кузьменко (1968—2015). Скрябін». | 9,00 гривень               | 17 серпня 2018 року    | 130 000   | Автор фото Олена Божко                     |
| № 1692                                                                       |            | «Борис Патон. 100 років». | 7,00 гривень               | 28 листопада 2018 року | 130 000   |                                            |
| 2019                                                                         |            | |                            |                        |           |                                            |